# Ламберт (Міссурі)
Ламберт (англ. Lambert) — селище (англ. village) в США, в окрузі Скотт штату Міссурі. Населення — 48 осіб (2020).

## Географія
Ламберт розташований за координатами 37°5′38″ пн. ш. 89°33′17″ зх. д. / 37.09389° пн. ш. 89.55472° зх. д. (37.093757, -89.554791).  За даними Бюро перепису населення США в 2010 році селище мало площу 0,13 км², уся площа — суходіл.

## Демографія
Згідно з переписом 2010 року, у селищі мешкали 34 особи в 16 домогосподарствах у складі 12 родин. Густота населення становила 256 осіб/км².  Було 19 помешкань (143/км²).
Расовий склад населення:
| - 100,0 % — білих |

До двох чи більше рас належало 0,0 %. Частка іспаномовних становила 0,0 % від усіх жителів.
За віковим діапазоном населення розподілялося таким чином: 14,7 % — особи молодші 18 років, 52,9 % — особи у віці 18—64 років, 32,4 % — особи у віці 65 років та старші. Медіана віку мешканця становила 54,0 року. На 100 осіб жіночої статі у селищі припадало 100,0 чоловіків;  на 100 жінок у віці від 18 років та старших — 107,1 чоловіків також старших 18 років.
Цивільне працевлаштоване населення становило 0 осіб. 